# Paolo Bernasconi
Paolo Bernasconi (Uggiate-Trevano, 7 luglio 1938) è un ex calciatore italiano, di ruolo attaccante.

## Carriera
Debutta in IV Serie nel 1958 con la Snia Varedo, per passare l'anno seguente in Serie C con il Fanfulla.
Nel 1962 debutta in Serie B con la Lazio, segnando 10 gol in 23 partite, e nei due anni successivi gioca ancora in B con Parma e Triestina.
Nella stagione 1965-1966 vince il campionato di Serie C con l'Arezzo vincendo anche la classifica dei cannonieri del girone B, e l'anno seguente gioca per un'altra stagione in serie cadetta prima di trasferirsi alla Ternana in C nel 1967. Chiuderà la sua carriera col Pavia dopo esser transitato per il Nardò.

## Palmarès

### Club

#### Competizioni nazionali
- Campionato italiano Serie C: 2

Arezzo: 1965-1966 (girone B)
Ternana: 1967-1968 (girone C)